# Koniugacja (językoznawstwo)
Koniugacja (z łac.) – odmiana czasownika przez osoby, czasy, tryby, strony, liczby, aspekty i inne kategorie gramatyczne. Formy czasownikowe, które nie posiadają określonych podanych kategorii, zwane są bezokolicznikiem. Wszystkie formy danego czasownika nazywają się leksemami, natomiast forma podstawowa, od której wyprowadzamy wszystkie pozostałe, to lemma. Tabela pokazująca wszystkie warianty czasownika nazywa się tabelą koniugacji albo paradygmatem czasownika.
Zdecydowana większość czasowników odmienia się regularnie, poprzez dodawanie nowych końcówek do wybranych form według ściśle określonych reguł. Jeżeli czasownik nie pasuje do żadnej reguły lub cechuje się nietypową odmianą, określa się go mianem czasownika nieregularnego.
W języku najczęściej nie istnieje tylko jeden, uniwersalny sposób odmiany wszystkich czasowników. Zamiast tego występuje kilka równoległych grup zwanych wzorami koniugacji lub grupami koniugacji, a ich wybór zależy od tematu czasownika lub innych czynników.

## Przykłady koniugacji
W językach indoeuropejskich czasownik odmienia się zazwyczaj w kilku kategoriach gramatycznych w złożonych wzorcach koniugacyjnych. Jednak wśród tej rodziny panuje tendencja do redukcji form, co szczególnie widać w młodszych językach mających już bardziej analityczną strukturę. Na przykład język angielski posiada bardzo uproszczoną odmianę, a większość czasów konstruowana jest analitycznie. Poniżej znajduje się tabela koniugacji czasownika być (będącego zazwyczaj najbardziej nieregularnym) w językach angielskim, niemieckim, szwedzkim, islandzkim, francuskim, włoskim, hiszpańskim, portugalskim, rumuńskim, łacińskim, łotewskim, polskim, hinduskim i perskim. Łatwo można zauważyć podobieństwa między formami w różnych językach. Jedynie bezokolicznik w hinduskim ma obce pochodzenie.
| Rodzina językowa | Germańska                  | Germańska                | Germańska                | Germańska            | Romańska         | Romańska            | Romańska                                                                                   | Romańska                                                   | Romańska              | Łaciński             | Bałtycka       | Słowiańska                                                               | Indoirańska                            | Indoirańska                              |
| Język            | angielski                  | niemiecki                | szwedzki                 | islandzki            | francuski        | włoski              | hiszpański                                                                                 | portugalski                                                | rumuński              | Łaciński             | łotewski       | polski                                                                   | hinduski                               | perski                                   |
| ---------------- | -------------------------- | ------------------------ | ------------------------ | -------------------- | ---------------- | ------------------- | ------------------------------------------------------------------------------------------ | ---------------------------------------------------------- | --------------------- | -------------------- | -------------- | ------------------------------------------------------------------------ | -------------------------------------- | ---------------------------------------- |
| Bezokolicznik    | to be                      | sein                     | vara                     | vera                 | être             | essere              | ser                                                                                        | ser                                                        | fi                    | esse                 | būt            | być                                                                      | hona                                   | budan                                    |
| 1 os. poj.       | I am                       | ich bin                  | jag är                   | ég er                | je suis          | (io) sono           | (yo) soy                                                                                   | (eu) sou                                                   | (eu) sunt             | (ego) sum            | es esmu        | (ja) jestem                                                              | main hoon                              | (man) hastam                             |
| 2 os. poj.       | you are thou art [przest.] | du bist Sie sind [form.] | du är                    | þú ert               | tu es            | (tu) sei            | (tú) eres (usted) es [form.] (vos) sos [dialekt.]                                          | (tu) és [nieform.] (você) é                                | (tu) eşti             | (tū) es              | tu esi         | (ty) jesteś                                                              | aap hai tum ho [nieform.]              | (to) hasti                               |
| 3 os. poj.       | he/she/it is               | er / sie / es ist        | han / hon / den / det är | hann / hún / það er  | il / elle est    | (lui / lei) è       | (él / ella) es                                                                             | (ele / ela) é                                              | (el / ea) este        | (is / ea / id) est   | viņš / viņa ir | (on / ona / ono) jest                                                    | woh hai ve hain [form.]                | (u) hast                                 |
| 1 os. mn.        | we are                     | wir sind                 | vi är                    | við erum             | nous sommes      | (noi) siamo         | (nosotros / nosotras) somos                                                                | (nós) somos                                                | (noi) suntem          | (nōs) sumus          | mēs esam       | (my) jesteśmy                                                            | ham hain                               | (mâ) hastim                              |
| 2 os. mn.        | you are ye are [przest.]   | ihr seid                 | ni är                    | þið eruð             | vous êtes        | (voi) siete         | (vosotros / vosotras) sois [tylko Hiszpania] (ustedes) son [Hiszpania – form.; Amer. Łac.] | (vós) sois (vocês) são                                     | (voi) sunteţi         | (vōs) estis          | jūs esat       | (wy) jesteście                                                           | tum log ho / aap log ho / aap log hain | (šomâ) hastid                            |
| 3 os. mn.        | they are                   | sie sind                 | de är                    | þeir / þær / þau eru | ils / elles sont | (loro) sono         | (ellos / ellas) son                                                                        | (eles / elas) são                                          | (ei / ele) sunt       | (eī / eae / ea) sunt | viņi, viņas ir | (oni / one) są                                                           | ve hain                                | (ânhâ) hastand                           |
| Formalne         | ~                          | Sie sind                 | ~                        | ~                    | vous êtes        | (Lei) è (Loro) sono | (usted) es / (ustedes) son                                                                 | (o senhor / a senhora) é / (os senhores / as senhoras) são | dumneavoastră sunteţi | ~                    | ~              | (Pan / Pani) jest / (Państwo / Panie / Panowie) są (czasem Wy jesteście) | ~                                      | 2 os. (šomâ) hastid 3 os. (išân) hastand |